# Кіттері-Пойнт (Мен)
Кіттері-Пойнт (англ. Kittery Point) — переписна місцевість (CDP) в США, в окрузі Йорк штату Мен. Населення — 1009 осіб (2020).

## Географія
Кіттері-Пойнт розташоване за координатами 43°5′38″ пн. ш. 70°41′27″ зх. д. / 43.09389° пн. ш. 70.69083° зх. д. (43.093818, -70.690946).  За даними Бюро перепису населення США в 2010 році переписна місцевість мала площу 6,66 км², з яких 4,94 км² — суходіл та 1,72 км² — водойми.

## Демографія
Згідно з переписом 2010 року, у переписній місцевості мешкало 1012 осіб у 510 домогосподарствах у складі 290 родин. Густота населення становила 152 особи/км².  Було 596 помешкань (90/км²).
Расовий склад населення:
| - 98,7 % — білих - 0,6 % — азіатів - 0,2 % — корінних американців - 0,1 % — чорних або афроамериканців |

До двох чи більше рас належало 0,2 %. Частка іспаномовних становила 0,9 % від усіх жителів.
За віковим діапазоном населення розподілялося таким чином: 12,7 % — особи молодші 18 років, 64,7 % — особи у віці 18—64 років, 22,6 % — особи у віці 65 років та старші. Медіана віку мешканця становила 52,8 року. На 100 осіб жіночої статі у переписній місцевості припадало 88,1 чоловіків;  на 100 жінок у віці від 18 років та старших — 87,1 чоловіків також старших 18 років.
Середній дохід на одне домашнє господарство  становив 81 404 долари США (медіана — 90 247), а середній дохід на одну сім'ю — 110 999 доларів (медіана — 96 552). 
Цивільне працевлаштоване населення становило 546 осіб. Основні галузі зайнятості: науковці, спеціалісти, менеджери — 33,5 %, публічна адміністрація — 22,2 %, освіта, охорона здоров'я та соціальна допомога — 13,4 %, будівництво — 9,7 %.